# Héctor Villaveirán
Héctor Francisco Villaveirán (General Sarmiento, Argentina; 21 de julio de 1918 - Turín, Italia; 1984), conocido como el Gordo, fue un político y abogado argentino, que se desempeñó como ministro en el Ministro de Trabajo de la Nación durante la presidencia del dictador Reynaldo Bignone entre el 2 de julio de 1982 y el 10 de diciembre de 1983. 
Egresó como Abogado de la Universidad de Buenos Aires, donde también fue profesor universitario designado por las intervenciones de la institución.
Fue funcionario de ministerio de Trabajo cerca de veinte años, ingresando en la década de 1950 de la mano de Juan Domingo Perón como delegado gubernamental y permaneciendo colaborando luego del golpe del 55 con todas las dictaduras, alcanzando la subsecretaría de Trabajo gracias a sus contactos con las cúpulas sindicales ligadas a la Triple A.